# Ao Vivo - Na Palma da Mão
Ao Vivo - Na Palma da Mão é um álbum ao vivo do Grupo Revelação, lançado em 2004 pela Deckdisc. Trazendo grandes sucessos como "Deixa Acontecer", "Talvez", "Compasso Do Amor", "Altas Horas", "Esqueci De Te Esquecer", "Meu Oceano", "Só Me Dá Prazer", entre outros.

## Capa do álbum
A capa reproduz um ingresso da casa de shows Olimpo, no Rio de Janeiro, onde o CD foi gravado durante apresentação histórica, no ano de 2002. São 21 músicas em 15 faixas e mais de 60 minutos de show. No repertório, estão vários sucessos da primeira fase do grupo, ao lado de composições inéditas. Com grande participação do público, o clima é de alegria total, como em todos os shows do Grupo Revelação. Grande sucesso de vendas (125 mil cópias), o que lhe rendeu o disco de platina.

## Faixas
1. Deixa Acontecer (Alex Freitas/Carlos Caetano)
2. Talvez (Xande de Pilares/Artur Lúis)
3. Cadê Ioiô / Bagaço Da Laranja / Quando Eu Contar (Iaiá) (Arlindo Cruz/Zeca Pagodinho; Cezar Veneno; Beto Sem Braço/Serginho Meriti)
4. Altas Horas (Xande de Pilares/Mauro Jr./Beto Lima)
5. Esqueci De Te Esquecer (Xande de Pilares)
6. Meu Oceano (Xande de Pilares/Mauro Jr./Helinho do Salgueiro)
7. Compasso Do Amor (Xande de Pilares/Mauro Jr./Helinho do Salgueiro)
8. Cabelo Pixaim / Samba De Roda Da Bahia / Olha O Samba Sinhá (Jorge Aragão; DP; Candeia)
9. Preciso De Carinho (Xande de Pilares/Mauro Jr./Sérgio Rufino)
10. Meu Amor É Um Vício (Jorge Aragão/Marquinho)
11. Virou Religião / Poder De Sedução (Mauro Jr./Arlindo Cruz; Helinho do Salgueiro)
12. Shortinho Saint-Tropez (Xande de Pilares/Mauro Jr.)
13. Só Me Dá Prazer / Na Palma Da Mão (Adalto Magalha; Xande de Pilares/Mauro Jr.)
14. Zé do Caroço (Leci Brandão)
15. Eu Te Devoro (Djavan)

## Formação
- Vocais, Cavaquinho: Xande de Pilares
- Surdo, Tantã: Rogerinho
- Vocais, Banjo: Mauro Jr.
- Vocais, Violão: Beto Lima
- Vocais, Pandeiro: Sérgio Rufino
- Vocais, Reco-reco: Artur Luís